# Гійом Ландре
Гійом Ландре (нід. Guillaume Landré; 24 лютого 1905, Гаага — 6 листопада 1968, Амстердам) — нідерландський композитор і музичний критик.
 
Вчився у батька, композитора Віллема Ландре (1874—1948), брав уроки композиції у А. Загвейна у Роттердамі і у Віллема Пейпера в Утрехті. У 1929—1941 роках працював музичним критиком газети «De Telegraaf». У 1947—1956 роках — генеральний секретар державної Ради у справах мистецтв, у 1952—1955 роках — художній керівник оркестру «Консертгебау»; очолював Спілку нідерландських композиторів. У 1957 році відійшов від музично-громадської діяльності, присвятивши себе виключно творчості. 
Музика Ландре носить романтичний характер; колористичні прийоми свідчать також про вплив імпресіонізму. Індивідуальні риси стилю проявилися у сюїті для струнного оркестру і фортепіано (1936), що характеризується ширшою, насиченою мелодикою. В інших творах тяжіє до політональності, застосовує також соноризм; незважаючи на поліфонічну структуру і окремі складні контрапунктичні комбінації, інструментальні твори Ландре відрізняються прозорістю фактури. Найзначніші — 3-тя симфонія (1951), оркестрова п'єса «Калейдоскоп» (1956) і Реквієм.
Твори: 
- Для опери — Щука (De snoek, Амстердам, 1934), Шан Левек (1965);
- Аля оркестру — симфонії (1932, 1942, 1951, 4-а, конц., 1955), Камерна (1952), Священна симфонія пам'яті батька (Sinfonia sacra in memoriam Patris, 1953), 4 п'єси (1937), 4 симфонії руху (Quatre mouvements symphoniques, 1949), симфонічні зміни (Permutazioni sinfonice, 1957), Анаграми (1965);
- Для інструменту з оркестром — симфонієта для скрипки (1941), сюїта для струнного оркестру і фортепіано, концерти з оркестром — для віолончелі (1940), флейти (1948), кларнета (1959);
- Камерно-інструментальні ансамблі — фортепіанне тріо (1929), 3 струнні квартети (1927, 1943, 1949), квінтет для духових (1930);
- Для голосу з оркестром — Пам'яті загиблих за Батьківщину (Piae memoriae pro patria mortuorum, для хору, оркестру та труби соло, 1943), гімн Привітання мучеників (Groet der Martelaren, для баритона й оркестру, присвячення пам'яті жертв Другої світової війни, 1944);
- Хори a cappella, пісні.